# 6.ª División Aérea (Japón)
La 6.ª División Aérea (第六飛行師団, Dai 6 Hikō Shidan) era una fuerza de aviación terrestre del Ejército Imperial Japonés. Se formó el 25 de noviembre de 1942, como parte del 8.º Ejército Japonés de Área. Fue incorporado al 4.º Ejército del Aire con sede en Rabaul en junio de 1943.
La división trasladó su sede a Wewak el 9 de julio de 1943. Después de haber sido reducida en hombres y aeronaves debido a los ataques aéreos aliados y las misiones de bombardeos para el 31 de mayo de 1944, la división se disolvió en agosto en Hollandia.

## Comandantes
- Teniente General Giichi Itahana (26 nov 1942 - 1 abr 1944)
- Mayor General Masazumi Inada (1 abr 1944 - 31 may 1944)[1]

## Organización
- 11.º Hikō Sentai (1943)
- 68.º Hikō Sentai (1943)
- 78.º Hikō Sentai (1943)
- 13.º Hikō Sentai (1943)
- 24.º Hikō Sentai (1943)